# Geschichte der Sinfonieorchester in Schleswig-Holstein
Die Geschichte der Sinfonieorchester in Schleswig-Holstein gibt Auskunft über die Entstehung und Weiterentwicklung der großen Orchester im nördlichsten Bundesland Schleswig-Holstein und ihren Beitrag zur Kulturszene des Landes.

## Sinfonieorchester in Schleswig-Holstein
Zu den ständigen Orchestern im Lande zählen:
- das Philharmonische Orchester Kiel,
- das Sinfonieorchester des Schleswig-Holsteinischen Landestheaters, mit den Spielstätten Flensburg, Schleswig und Rendsburg, sowie
- das Philharmonische Orchester der Hansestadt Lübeck.

Alle drei Orchester bestreiten regelmäßige Veranstaltungsreihen, bieten Sonderkonzerte und bespielen zugleich die örtlichen Musiktheater.
Daneben existieren Sinfonie- und Kammerorchester auf semiprofessionellem Niveau, die an mehreren Orten ebenfalls durch regelmäßige Konzertreihen das Musikleben bereichern. Etwa 200 volksmusikalische Orchester werden vom Musikerverband Schleswig-Holstein und der Spielmannsvereinigung betreut.
Außerdem gibt es noch:
- Das Schleswig-Holstein Festival Orchestra. Es versammelt jährlich etwa 120 internationale Musikstudenten im Alter von höchstens 26 Jahren, die bei weltweiten Probespielen in 30 Städten in Nord- und Südamerika, Asien, Europa sowie im Nahen Osten ausgewählt werden.
- Das Landesjugendorchester Schleswig-Holstein, ein sinfonisches Auswahlorchester jugendlicher Instrumentalisten aus Schleswig-Holstein. Es besteht aus bis zu 100 jungen Musikern im Alter von 14 bis 25 Jahren.
- Die Norddeutsche Sinfonietta, eine Orchesterwerkstatt mit Sitz in Rendsburg. In diesem Kammerorchester haben Schüler und Studenten die Möglichkeit, an der Seite von professionellen Musikern Orchestererfahrungen zu sammeln. Seit ihrer Gründung 2000 hat die norddeutsche sinfonietta neben zahlreichen Konzerten in Schleswig-Holstein und Hamburg auch internationale Konzertreisen durchgeführt.

Ein ehemaliges professionelles Sinfonieorchester war das Schleswig-Holsteinische Konzertorchester GmbH mit Sitz in Eckernförde.

## Zur Geschichte der Orchester

### Philharmonisches Orchester der Hansestadt Lübeck
Das Philharmonische Orchester der Hansestadt Lübeck wurde vor 120 Jahren, im Jahre 1897, durch den Verein der Musikfreunde Lübeck gegründet. Elf Jahre danach übernahm das Orchester neben den Sinfoniekonzerten auch die Opern-Dienste im neu eröffneten Lübecker Theaterbau, der 2008 sein 100. Jubiläum feierte. Eine Vielzahl namhafter Dirigenten arbeitete in der Hansestadt Lübeck und formte die hohe Qualität des Klangkörpers, so u. a. Hermann Abendroth (1905–1911), Wilhelm Furtwängler (1911–1915), Eugen Jochum (1928/29), Christoph von Dohnányi (1957–1963), Gerd Albrecht (1963–1966) oder Bernhard Klee (1966–1973).
Unter seinem langjährigen GMD Erich Wächter (1989–2001) bezog das Philharmonische Orchester 1994 seine neue sinfonische Heimstatt, die höchsten akustischen Ansprüchen genügende Musik- und Kongresshalle Lübeck (MuK). Unter Roman Brogli-Sacher, der von 2001 bis 2012 die Führung des Orchesters übernahm, erhielten die Lübecker Philharmoniker renommierte Auszeichnungen, wie etwa 2011 den Preis der deutschen Schallplattenkritik und ein Jahr darauf den ECHO-Klassik für die DVD-Produktion von Richard Wagners „Der Ring des Nibelungen“. Von 2013 bis 2017 war Ryusuke Numajiri GMD des Orchesters. Für die unter seinem Dirigat am Theater Lübeck entstandene „Don Carlos“-Inszenierung wurde die Regisseurin Sandra Leupold 2014 mit dem renommierten Theaterpreis DER FAUST ausgezeichnet. In der Spielzeit 2017/18 leitet Andreas Wolf als Kommissarischer GMD die Geschicke des Orchesters. 2019 wurde Stefan Vladar zum GMD der Lübecker Philharmoniker berufen.
In den letzten Jahren konnte eine Vielzahl international gefeierter Dirigenten nach Lübeck eingeladen werden, u. a. Wolfram Christ, Marc Piollet, Michael Sanderling, John Nelson, Michail Jurowski, Leif Segerstam, und Stefan Vladar.
Das Philharmonische Orchester Lübeck musizierte bereits mit vielen namhaften Solisten, darunter Mario Brunello, Gerhard Oppitz, Reinhold Friedrich, Heinrich Schiff, Martin Stadtfeld, Sabine Meyer, Juliane Banse, Anja Harteros, Arabella Steinbacher, Mischa Maisky, Lise de la Salle.

### Philharmonisches Orchester Kiel
Das Philharmonische Orchester Kiel wurde 1907 vom Verein der Musikfreunde Kiel gegründet und ist noch heute mit einer mehr als 100-jährigen Tradition ein wichtiger Bestandteil des klassischen Musiklebens in Kiel.
Bereits in der Vergangenheit konzertierte das Orchester häufig mit namhaften Solisten und Gastdirigenten. So waren gemeinsam mit den Kieler Philharmonikern z. B. Max Reger, Claudio Arrau, Pierre Fournier, Géza Anda, Dietrich Fischer-Dieskau, Grace Bumbry, Agnes Baltsa, David Geringas und Antje Weithaas zu erleben; am Dirigentenpult standen u. a. Richard Strauss, Jean Sibelius, Eugen Jochum, Bruno Maderna, Michael Gielen, Gerd Albrecht und Fabio Luisi.
Zu der Liste der Generalmusikdirektoren, die das Orchester ebenso entscheidend wie wegweisend geprägt haben, gehört neben dem Multitalent Peter Ronnefeld, der die letzten zwei Jahre vor seinem tragisch frühen Tod als damals jüngster GMD Deutschlands in Kiel wirkte (1963–65), z. B. auch der angesehene Komponist und Dirigent Hans Zender, der mit der Reihe „musica nova“ in den frühen 1970er Jahren die sogenannte Neue Musik in Kiel etablierte; daneben u. a. Klaus Tennstedt, Klaus Weise und Klauspeter Seibel bis hin zu Georg Fritzsch, der das Orchester als innovativer GMD von 2003 bis 2019 leitete.
Zu den Einspielungen der Kieler Philharmoniker zählen neben der Lázaro-DVD die hochgelobten Live-Mitschnitte der Schreker-Opern Christophorus sowie Das Spielwerk und die Prinzessin; letztere Einspielung wurde sogar mit dem „Preis der deutschen Schallplattenkritik 2003“ ausgezeichnet. Darüber hinaus vereint eine weitere CD den Live-Mitschnitt einer Aufführung von Mahlers 6. Sinfonie mit der Uraufführung von BlueGreen für Saxophon Quartett und Orchester von Bernd Franke aus einem Konzert des Philharmonischen Orchesters Kiel mit dem renommierten Raschèr Saxophone Quartet im Jahr 2004.
Die Nachwuchsförderung ist eine der Hauptaufgaben des Orchesters, die sich in jüngster Zeit u. a. in einer Orchesterakademie spiegelt, in der auf ihrem Instrument fortgeschrittene Jugendliche, oft auch im Rahmen gemeinsamer Auftritte mit Orchestermitgliedern, die zahlreichen Facetten künstlerischer Arbeit kennenlernen können.

### Flensburger Städtisches Orchester
1920 gründete die Stadt Flensburg aus 40 qualifizierten Musikern der aus dem Ersten Weltkrieg zurückgekehrten Militärmusikregimenter das „Flensburger Städtische Orchester“ unter der Leitung von Musikdirektor Viktor Wolfgang Schwarz. Das Orchester entwickelte sich zu einem leistungsfähigen Klangkörper, der in den Sinfoniekonzerten große romantische Literatur (Wagner, Liszt, Strauss, Berlioz) spielte und daneben pro Saison noch 30 Volkskonzerte (Walzer, Märsche, Operettenmelodien) und sechs Kammerkonzerte gab. Nach vierjähriger Tätigkeit wurde Schwarz von Musikdirektor Klaus Barth abgelöst, der den Schwerpunkt auf Händel, Haydn und Mozart legte. Er führte als Neuerung pro Saison sieben Volksbildungskonzerte ein, in denen er dem Publikum ausführliche Erläuterungen zu den gespielten Werken gab. Das Orchester konzertierte jetzt auch in Schleswig, Husum, Eiderstedt und Nordschleswig und übernahm zusätzlich die Musik im Stadttheater. Seit 1923 kam das sommerliche Engagement als Kurorchester u. a. auf den Nordfriesischen Inseln, Helgoland und in Bad Ems hinzu. Die Weltwirtschaftskrise wirkte sich jedoch auch auf das kulturelle Leben in Flensburg negativ aus, sodass die Stadt aus finanzieller Not den Klangkörper 1930 auflöste.
Das Orchester hatte jedoch durch Aufnahmen für den Rundfunk große Anerkennung gefunden, und so konnten mit Hilfe von Geldern aus Berlin die entlassenen Musiker, die sich mittlerweile dem neu gegründeten „Verein der Musikfreunde in Flensburg“ angeschlossen hatten, neue Verträge angeboten werden. Die Konzerte der Saison 1932/1933 fanden erstmals im neu eröffneten Deutschen Haus statt.

### Grenzland-Orchester
1933 wurde Klaus Barth, der sich auch um die umstrittene zeitgenössische Musik verdient gemacht hatte, von den Nationalsozialisten abgesetzt. Sein Nachfolger war bis 1937 Johannes Röder, der sich als Chorleiter und Organist von St. Nikolai einen Namen gemacht hatte, die volkstümlichen Konzerte wurden von Konzertmeister Albert Nocke geleitet. Das „Städtische Orchester Flensburg“ wurde in „Grenzland-Orchester“ umbenannt. Die Konzerte wurden häufig im Reichssender Hamburg direkt aus dem Deutschen Haus übertragen. Heinz Schubert, Erster Kapellmeister am Stadttheater, leitete das Grenzland-Orchester für eine Saison, von 1938 bis 1944 übernahm Musikdirektor Otto Miehler die Leitung. Als das Orchester 1944/1945 durch Einberufung vieler Musiker und Miehlers nicht mehr spielfähig war, wurden als Ersatz im Stadttheater Solistenkonzerte angeboten.

### Flensburg Municipal Orchestra
Nach Kriegsende erhielt Miehler von der britischen Militärregierung den Auftrag, ein „Flensburg Municipal Orchestra“ zu gründen. Die ersten Konzerte im Deutschen Haus, das damals noch als Hilfslazarett diente, waren zunächst nur dem britischen Militär zugänglich. Das erste öffentliche Konzert fand am 15. September 1945 in der Turnhalle der Marineschule Mürwik statt. Die Spielzeit 1946/1947 bot bereits wieder 18 Sinfoniekonzerte im Deutschen Haus an. Unter Miehlers Leitung wurden auch wieder moderne Werke gespielt. 1950 beschloss die Flensburger Ratsversammlung, das Orchester aus finanziellen Gründen aufzulösen. 

### Nordmark-Sinfonie-Orchester
Ein neu gegründeter Zweckverband sorgte für den Erhalt des Ensembles, das von nun an den Namen „Nordmark-Sinfonie-Orchester“ trug. Heinrich Steiner, der als Generalmusikdirektor die Leitung der Konzerte im Deutschen Haus und auch der Musiktheateraufführungen im Stadttheater Flensburg übernahm, prägte während seiner 23-jährigen Tätigkeit in dieser Funktion das Orchester maßgeblich. Neben den Abonnementskonzerten und einigen Sonderkonzerten veranstaltete Steiner Schülerkonzerte, in denen er mit Erläuterungen Schüler an die klassische Musik heranführte. Das Orchester wirkte weit über die Landesgrenzen hinaus, gab Gastspiele in Kopenhagen und Malmö. Steiner initiierte die Gemeinschaftskonzerte mit dem Sønderjyllands Symfoniorkester, die zu Höhepunkten der Saison und zu einer bis heute gepflegten Tradition wurden.
Es gelang, das Orchester, das neben dem normalen Konzert- und Theaterbetrieb im Sommer auch als Kurorchester in Westerland wirkte, auf 55 Musiker aufzustocken. Eine drastische Erhöhung der Eintrittspreise 1972/1973 führte erneut zu einer Diskussion um die Kosten des Orchesters, deren Hauptanteil nach wie vor die Stadt Flensburg trug. Eine Änderung der Trägerschaft wurde unumgänglich, was zu Steiners Abschied führte.

### Schleswig-Holsteinisches Landestheater und Sinfonieorchester
In die 1974 gegründete Schleswig-Holsteinisches Landestheater und Sinfonieorchester GmbH wurde neben den bis dato eigenständigen Theatersinfonieorchestern aus Flensburg, Rendsburg und Schleswig auch das Nordmark-Sinfonie-Orchester eingegliedert. Generalintendant Horst Mesalla erreichte eine personelle Vergrößerung des Orchesters und den Beschluss der Gesellschafterversammlung zur Einstufung des Klangkörpers in die höhere Tarifgruppe B im Jahre 1978. Generalmusikdirektor (GMD) war von 1974 bis 1979 Russlan Raytscheff, anschließend ab 1979 Héctor A. Urbón (* 1940 in Buenos Aires). 1987 übernahm Gerhard Schneider die Position des GMD. Er wurde von Joachim Willert, der zuvor das gleiche Amt an der Komischen Oper Berlin innehatte, 1993 abgelöst.
1998–2002 war Per Borin GMD des Schleswig-Holsteinischen Sinfonieorchesters. Er setzte mit der Pflege skandinavischer Musik einen wichtigen inhaltlichen Schwerpunkt und folgte im Sommer 2002 einer Berufung als Professor an die Musikhochschule Stuttgart. Mit Beginn der Saison 2002/2003 übernahm Gerard Oskamp als GMD die Leitung des Klangkörpers. Er dirigierte die großen Werke des Musiktheaters, setzte in einem umfangreichen Konzertprogramm klare inhaltliche Schwerpunkte. So war in der Saison 2002/2003 das sinfonische Schaffen von Franz Liszt ein durchgehender Akzent, bildete in der nachfolgenden Saison Frankreich den musikalischen Schwerpunkt.
In der Spielzeit 2004/2005 trugen die Konzerte das Motto „Sehnsucht nach Frieden“, in jedem Konzert der Saison 2005/2006 stand die Musik jeweils eines europäischen Landes im Mittelpunkt (Russland, Italien, England, Tschechien, Deutschland etc.). In seiner letzten Spielzeit, die er als GMD verantwortete, dirigierte Gerard Oskamp Musik im Spannungsfeld von Tradition und Moderne („Schöpfen aus der Tradition“).
Vom Opernhaus Hannover kam 2007 der 1971 in Tallinn geborene Este Mihkel Kütson als GMD an das Schleswig-Holsteinische Landestheater. Mit leidenschaftlicher Musizierlust, hohem Qualitätsanspruch und Entdeckerfreude in den Konzertprogrammen, die geschickt bekannte Werke mit vergessenen oder noch nicht so vertrauten kombinierten, brachte er dem Theater viele neue Freunde. Nach seinem Wechsel 2012 an das Theater Krefeld-Mönchengladbach folgte ihm der Österreicher Peter Sommerer auf den Chefposten. Nach zwei Jahren als Erster Kapellmeister am Landestheater hatte ihn das Orchester mit großer Mehrheit gewählt. In seiner ersten Konzertsaison 2012/2013 stellt Peter Sommerer Mozart und die Werke der Wiener Klassik in das Zentrum der Aufmerksamkeit, denn sie sind „Urgrund und Nährboden der klassischen Musik bis Heute und eine tiefe Freude für Musiker und Hörer“. Darüber hinaus leitet Peter Sommerer zahlreiche Musiktheaterproduktionen und führte die überaus erfolgreichen „Babykonzerte“ ein.

### Schleswig-Holstein Festival Orchestra
„Wer Musik verstehen will, muss sie zuerst selber machen.“ Leonard Bernstein wusste, dass Musik immer mehr transportiert, als in den Noten steht. Und dass dem musikalischen Nachwuchs deshalb die Möglichkeit gegeben werden muss, wie die Profis zu arbeiten.
1987 gründete er das internationale Festivalorchester des Schleswig-Holstein Musik Festivals. Seither kommen im Sommer rund 120 junge Musiker (Höchstalter 26 Jahre) verschiedener Nationen in das nördlichste Bundesland, um von den Großen zu lernen. Nur die Besten – sie müssen sich vorab bei Probespielen in aller Welt qualifizieren – erhalten ein Stipendium für den Aufenthalt. Jeweils im Frühjahr werden in 30 Städten in Nord- und Südamerika, Asien, Europa sowie im Nahen Osten Probespiele durchgeführt.
Erst nach dem Ende des letzten Probespiels entscheidet die Jury über die Zulassung der jungen Musiker zur Teilnahme an dem Festivalorchester. Diese werden dann beispielhaft gefördert: Sie genießen ein Stipendium, und anstelle eines Honorars übernimmt die Stiftung Schleswig-Holstein Musik Festival alle Kosten für Reise, Unterkunft und Verpflegung sowie den Kammermusikunterricht. Dirigenten wie Sergiu Celibidache, Lorin Maazel, Kent Nagano, Esa-Pekka Salonen oder Mikhail Pletnev haben hier bereits die musikalische Elite der Welt zum Schleswig-Holstein Festival Orchester geformt.
Christoph Eschenbach, der 1988 zum ersten Mal nach Salzau kam, ist seit 2004 Principal Conductor des Orchesters. Große Solisten wie Anne-Sophie Mutter, Waltraud Meier, Midori, Viktoria Mullova, Tabea Zimmermann, Yuri Bashmet, Matthias Goerne, Thomas Hampson, Steven Isserlis, Nigel Kennedy, Evgeny Kissin, Lang Lang, Yo-Yo Ma, Vadim Repin und Frank Peter Zimmermann gaben Konzerte mit dem herausragenden jungen Klangkörper.
Als charismatischer Botschafter des Schleswig-Holstein Musik Festivals und des Landes Schleswig-Holstein ist das Festivalorchester in jedem Jahr unterwegs. Gastspielreisen führten das Orchester u. a. nach Nordamerika, in die Berliner Philharmonie, in die Pariser Salle Pleyel, ins Amsterdamer Concertgebouw, in die Suntory Hall in Tokio, in die Budapester Franz-Liszt-Musikakademie, ins Sankt Petersburger Mariinski-Theater sowie nach Moskau, Helsinki, Mailand, Istanbul, Granada, Rio de Janeiro und São Paulo.
Nach 24 ereignisreichen Jahren auf Schloss Salzau zog das Festivalorchester des Schleswig-Holstein Musik Festivals im Sommer 2011 nach Rendsburg um. Dort finden die jungen Musiker im Nordkolleg Rendsburg sowie der ACO Thormannhalle auf dem Gelände des „Kunstwerk Carlshütte“ in Rendsburg-Büdelsdorf ideale Wohn- und Probenbedingungen vor. Auch am neuen Sitz wird die Tradition der öffentlichen Proben fortgeführt und dem interessierten Publikum dadurch die Möglichkeit gegeben, berühmten Dirigenten bei der Arbeit mit den jungen Musikern über die Schulter zu sehen.

### Schleswig-Holsteinisches Konzertorchester GmbH
Das Schleswig-Holsteinische Konzertorchester war zwischen 1945 und 1948 ein Sinfonieorchester aus Berufsmusikern mit Sitz in Eckernförde. Das Unternehmen wurde kurz nach Kriegsende noch im Mai 1945 als GmbH gegründet. Geschäftsführer war ein Herr Reinecke, die musikalische Leitung des Orchesters übernahm zunächst Hermann Buhler und anschließend Kurt Prokscha. Dem Orchester gehörten Mitglieder eines bisherigen Marinemusikkorps ebenso an, wie heimische Orchestermusiker und solchen, die sich unter den zu diesem Zeitpunkt rund 45.000 Flüchtlingen in Eckernförde befanden. Nach Proben im Mai folgten die ersten Aufführungen in Eckernförde und anderen Städten Schleswig-Holsteins bereits ab dem 1. Juni 1945. Damit war das Schleswig-Holsteinische Konzertorchester vorübergehend das einzige aktive Sinfonieorchester des Landes. Ein Musiker verdiente übrigens im Kalenderjahr 1947 187,- RM im Monat. Wie andere Orchester auch, litt das Schleswig-Holsteinische Konzertorchester finanziell unter der Währungsreform von 1948 und musste Konkurs anmelden. Als „Ehemaliges Schleswig-Holsteinisches Konzertorchester“ trat das reine Orchester unregelmäßig in den Folgejahren auf.